# Alfie Allen
 (septembre 2019).
Si vous disposez d'ouvrages ou d'articles de référence ou si vous connaissez des sites web de qualité traitant du thème abordé ici, merci de compléter l'article en donnant les références utiles à sa vérifiabilité et en les liant à la section « Notes et références ».
Pour les articles homonymes, voir Allen.
Alfie Allen né le 12 septembre 1986 à Londres (Angleterre), est un acteur britannique principalement connu pour son rôle de Theon Greyjoy, dans la série télévisée Game of Thrones (2011–2019) et dans la série Rogue Heroes (2022). Dans les films, il joue dans John Wick (2014), The Predator (2018), et Jojo Rabbit (2019).

## Biographie

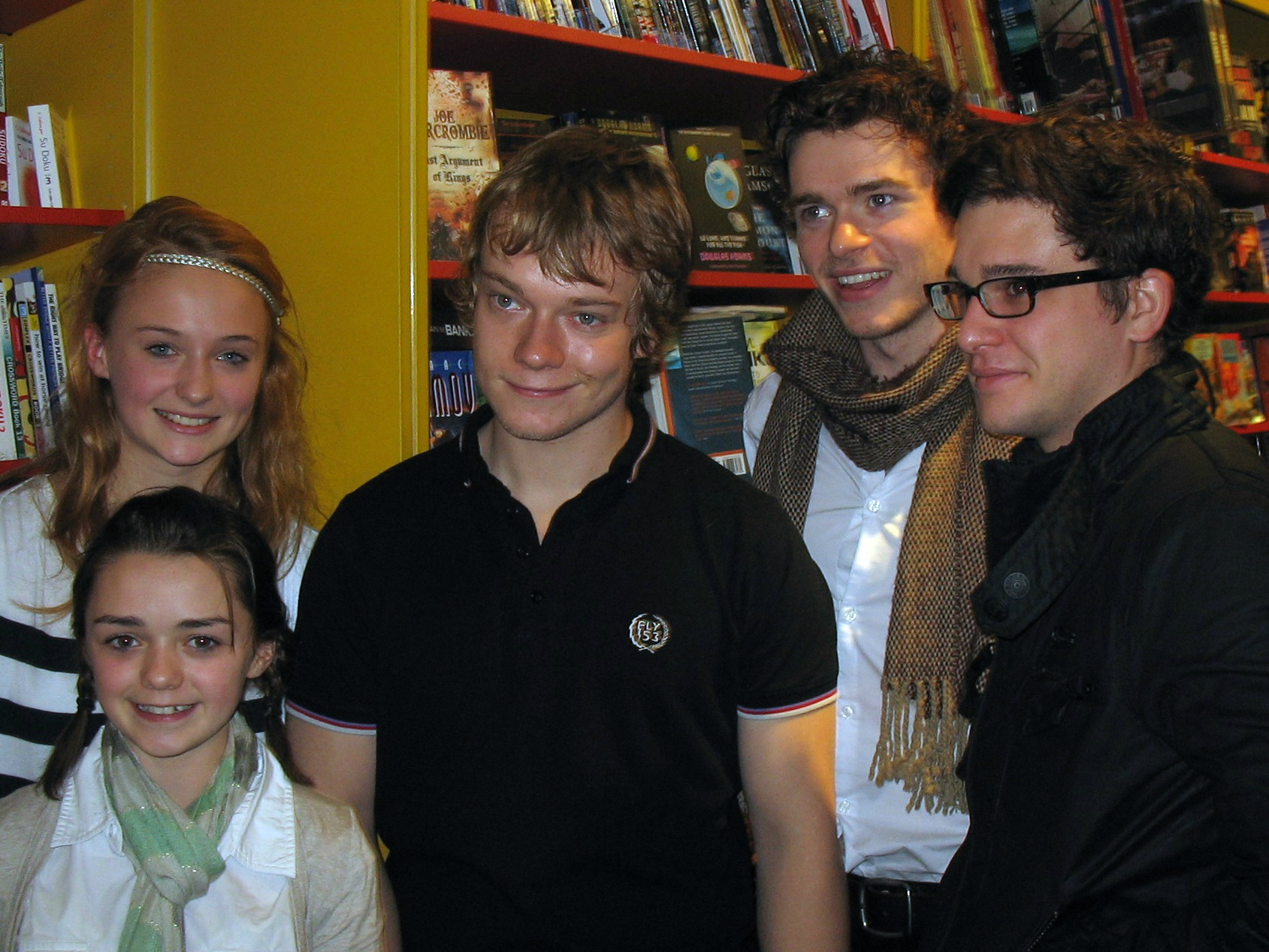
Sophie Turner, Maisie Williams, Alfie Allen, Richard Madden et Kit Harington en 2009.

Alfie Evan Allen est né le 12 septembre 1986 à Hammersmith, à Londres. Il est le fils de l’acteur Keith Allen et de la productrice Alison Owen. Sa grande sœur, la chanteuse Lily Allen lui a dédié une chanson "Alfie" sur son album Alright, Still. Il est aussi le cousin au troisième degré du chanteur Sam Smith.

## Carrière
En 1998, Alfie Allen apparaît avec sa sœur Lily Allen dans le film Elizabeth, produit par sa mère. Il obtient ensuite de petits rôles dans Cody Banks, agent secret 2 : Destination Londres, Reviens-moi et Deux Sœurs pour un roi.
A ses débuts, il est apparu dans la vidéo "la méthode simple pour en finir avec la cigarette", vidéo illustrant les idées de l'auteur Allen Carr[réf. nécessaire].
Le 31 janvier 2008, Allen reprend le rôle de Daniel Radcliffe dans une nouvelle adaptation de la pièce Equus. Il se fait ensuite remarquer en incarnant Theon Greyjoy dans la série Game of Thrones, où il restera jusqu'en 2019. En 2012, il joue dans le thriller britannique Confine et en 2014, il tient un des rôles principaux dans le film Plastic.

## Filmographie

### Cinéma

#### Longs métrages
- 1998 : Elizabeth de Shekhar Kapur : Le fils d'Arundel
- 2004 : Cody Banks, agent secret 2 : Destination Londres (Agent Cody Banks 2 : Destination London) de Kevin Allen : Johan Berchamp
- 2005 : Stoned de Stephen Woolley : Harry
- 2006 : Sixty Six de Paul Weiland : Tout, jeune
- 2007 : Reviens-moi (Atonement) de Joe Wright : Danny Hardman
- 2008 : Boogie Woogie de Duncan Ward : Le photographe
- 2008 : Flashbacks of a Fool de Baillie Walsh : Kevin Hubble
- 2008 : Deux Sœurs pour un roi (The Other Boleyn Girl) de Justin Chadwick : Le messager du roi
- 2010 : The Kid de Nick Moran : Dominic
- 2010 : Soul Boy de Shimmy Marcus : Russ Mountjoy
- 2010 : Freestyle de Kolton Lee : Jez
- 2011 : Powder de Mark Elliott : Wheezer
- 2013 : Confine de Tobias Tobbell : Henry
- 2014 : John Wick de David Leitch et Chad Stahelski : Iosef Tarasov
- 2014 : Plastic de Julian Gilbey : Yatesey
- 2016 : Pandemic de John Suits : Wheeler
- 2016 : Patient Seven de Paul Davis : L'homme (segment : The Body)
- 2018 : The Predator de Shane Black : Lynch
- 2019 : Jojo Rabbit de Taika Waititi : Finkel
- 2020 : How to Build a Girl de Coky Giedroyc : John Kite
- 2021 : Night Teeth de Adam Randall : Victor

#### Courts métrages
- 2007 : Cherries de Tom Harper : James
- 2013 : She-Ra with Kylie Minogue de Danny Jelinek : Skelly

### Séries télévisées
- 1999 : Les Allumés (Spaced) : Le garçon au skateboard
- 2005 : Golden Hour : Urgences extrêmes (The Golden Hour) : Clive
- 2005 : Jericho : Albert Hall
- 2008 : Coming Up : Adams
- 2008 : Casualty 1907 : Nobby Clark
- 2010 : Moving On: Dave
- 2010 : Accused : Michael Lang
- 2011 - 2019 : Game of Thrones : Theon Greyjoy
- 2016 : Close to the Enemy : Ringwood
- 2019 : Les filles de joie (Harlots) : Isaac Pincher
- 2020 : Meurtres à White House Farm : Brett Collins
- 2022 : Rogue Heroes : Jock Lewes
- 2023 : Transformers : EarthSpark : Tarantulas (voix)

### Téléfilm
- 1998 : You Are Here de John Birkin : Le fils
- 2007 : Le Palace de Joe (Joe's Palace) de Stephen Poliakoff: Jason
- 2009 : Freefall de Dominic Savage : Ian

### Théâtre
- 2008 : Equus : Alan Strang

## Voix françaises
- Damien Ferrette dans :
  - Game of Thrones (série télévisée)
  - John Wick
  - The Predator
  - Meurtres à White House Farm (série télévisée)
  - Night Teeth

et aussi
- Yannick Blivet dans Plastic
- Baptiste Mège dans Jojo Rabbit
- Juan Llorca dans Rogue Heroes (série télévisée)
- Alexis Victor dans Transformers : EarthSpark (voix)